# Krogulec rdzawy
Krogulec rdzawy (Tachyspiza erythrauchen) – gatunek ptaka drapieżnego z rodziny jastrzębiowatych (Accipitridae), zamieszkujący wyspy Moluki w Indonezji.

## Systematyka i zasięg występowania
Blisko spokrewniony z krogulcem obrożnym (T. cirrocephala). Wyróżnia się dwa podgatunki T. erythrauchen:
- T. erythrauchen erythrauchen, występujący na północnych i centralnych Molukach (wyspy Morotai, Halmahera, Bacan i Obi),
- T. erythrauchen ceramensis, występujący na południowych Molukach (wyspy Buru, Ambon, Seram).

## Morfologia
Długość ciała 26–35 cm, masa ciała około 156 g.
Szyja jest jasnoruda, klatka piersiowa ruda, grzbiet ciemnoszary, brzuch białawy, woskówka żółta.

## Ekologia i zachowanie
Krogulce rdzawe żyją w pierwotnych i wysokich wtórnych lasach górskich i wyżynnych. Na wyspach Obi pojawiają się także na plantacjach. Żywią się mniejszymi ptakami, na które polują podczas lotu.

## Status
Międzynarodowa Unia Ochrony Przyrody (IUCN) od 2014 roku uznaje krogulca rdzawego za gatunek bliski zagrożenia (NT – near threatened); wcześniej miał on status gatunku najmniejszej troski (LC – least concern). Liczebność populacji szacuje się na 1000–10 000 osobników, czyli w przybliżeniu 670–6700 osobników dorosłych. Trend liczebności populacji uznaje się za spadkowy. Głównym zagrożeniem dla gatunku jest utrata siedlisk wskutek wycinki lasów, do potencjalnych zagrożeń należą też pożary.